# Lekbibaj
Lekbibaj è una frazione del comune di Tropojë in Albania (prefettura di Kukës).
Fino alla riforma amministrativa del 2015 era comune autonomo, dopo la riforma è stato accorpato, insieme agli ex-comuni di Bajram Curri, Bujan, Bytyç, Fierzë, Llugaj e Margegaj a costituire la municipalità di Tropojë.

## Località
Il comune era formato dall'insieme delle seguenti località:
- Brise
- Salce
- Palc
- Peraj
- Gjonpepaj
- Lekbibaj
- Tetaj
- Shengjergj
- Curraj i Poshtem
- Betoshe
- Qerrec Mulaj
- Curraj i siper